# Robin Darlington
Robin Darlington, né le 29 juin 1944 à Wrexham (Pays de Galles), est un ancien pilote automobile amateur britannique. Il commence sa carrière sportive en 1964, dans des courses nationales de Formula Libre, au volant d'une Cooper. Il va courir plusieurs années dans cette catégorie, y remportant plusieurs succès en 1966 sur une Kincraft à moteur Ford. Cette même année, il acquiert une Lola T70 à moteur V8 Chevrolet avec laquelle il gagnera quelques épreuves locales en sport-prototype. En 1967, il tente sa chance en Formule 1, tout d'abord à l'International Trophy où il doit piloter la Cooper T73 (équipée d'un moteur de Ferrari 250 GTO) de l'écurie J.A. Pearce. Mais, le mercredi précédant la course, l'incendie accidentel du camion-transporteur détruit les trois monoplaces de l'équipe et Darlington doit déclarer forfait. En parallèle, au sein de l'écurie de Ken Shepperd, il court en Formule Libre sur la McLaren M3A ayant servi au tournage du film Grand Prix, se qualifiant notamment en pole position lors d'une course sprint à Llandow. Il avait été envisagé de convertir cette voiture en F1 en remplaçant le V8 Ford par le V8 Climax Godiva FPE monté sur la Shannon l'année précédente et Darlington fut engagé au Grand Prix de Grande-Bretagne mais le projet n'aboutira pas. La voiture fut accidentée en fin de saison et revendue. Darlington fit encore quelques apparitions en sport-prototype, à Oulton Park, mais dans les années 1970 disputa principalement des épreuves nationales de Formule Libre.